# Kolpaševo
Kolpaševo (rusky Колпашево) je město v Tomské oblasti Ruské federace. Při sčítání lidu v roce 2010 mělo přes čtyřiadvacet tisíc obyvatel.

## Poloha
Kolpaševo leží na pravém břehu Obu na jihozápadě Západosibiřské roviny. Od Tomsku, správní střediska oblasti, je vzdáleno přibližně 270 kilometrů na severozápad.

## Dějiny
Kolpaševo vzniklo jako vesnice v roce 1611 a bylo pojmenováno podle svého zakladatele. Poloha na sibiřském traktu pomáhala jeho rozvoji.
V roce 1933 se Kolpaševo stalo sídlem městského typu a v roce 1938 městem.